# Nicola Nosengo
Nicola Nosengo (Genova, 17 gennaio 1973) è uno scrittore, saggista e giornalista italiano.

## Biografia
Dopo essersi laureato in Scienze della Comunicazione all'Università di Siena e aver frequentato il Master in Comunicazione della scienza alla Scuola Internazionale Superiore di Studi Avanzati di Trieste (SISSA), si dedica al giornalismo scientifico, scrivendo articoli sulla tecnologia, sulle neuroscienze e sulla medicina.
Nel 2003 il suo primo saggio, L'estinzione dei tecnosauri, in cui parla di tutte le tecnologie che non sono sopravvissute allo scorrere del tempo. Attualmente tiene una rubrica mensile sulla rivista Wired dedicata allo stesso tema.
Tra il 2003 e il 2007 collabora con diverse redazioni come L'Espresso, La Stampa, Le Scienze, oltre che aver partecipato alla realizzazione dell'Enciclopedia dei Ragazzi dell'Istituto dell'Enciclopedia Italiana.
Nel 2009, con Daniela Cipolloni, ha pubblicato il suo secondo libro, Compagno Darwin, dedicato alle interpretazioni in chiave politica della teoria dell'evoluzione.

## Pubblicazioni
- L'estinzione dei tecnosauri. - Storie di tecnologie che non ce l'hanno fatta, collana Galápagos, Sironi editore, 2003,  p. 284, ISBN 978-88-518-0017-8.
- con Cipolloni Daniela, Compagno Darwin. L'evoluzione è di destra o di sinistra?, collana Galápagos, Sironi editore, 2009,  p. 219, ISBN 978-88-518-0112-0.
- I robot ci guardano. Aerei senza pilota, chirurghi a distanza e automi solidali, Zanichelli Editore, 2013.